# Вереинский
Вереинский — посёлок разъезда в Пермском крае России. Входит в Чусовской городской округ.

## Географическое положение
Посёлок расположен в центральной части округа примерно в 5 километрах на северо-запад от посёлка Калино. Остановочный пункт пригородных поездов на линии Пермь-Чусовой.

## История
Основан предположительно в конце XIX века при строительстве Горнозаводской железной дороги. Первоначальное название разъезд № 103, переименован в 1930 году. 
С 2004 до 2019 гг. посёлок входил в Калинское сельское поселение Чусовского муниципального района.

## Население
Постоянное население составляло 41 человек в 2002 году (93 % русские), 18 человек в 2010 году.

## Климат
Климат умеренно континентальный. Среднегодовая температура воздуха колеблется около 0 градусов, среднемесячная температура января — −16 °C, июля — +17 °C, заморозки отмечаются в мае и сентябре. Высота снежного покрова достигает 80 см. Продолжительность залегания снежного покрова 170 дней. Продолжительность вегетационного периода 118 дней. В течение года выпадает 500—700 мм осадков.